# Broussonetia harmandii
Broussonetia harmandii är en mullbärsväxtart som beskrevs av François Gagnepain. Broussonetia harmandii ingår i släktet Broussonetia och familjen mullbärsväxter. Inga underarter finns listade i Catalogue of Life.